# Schweizer Filmpreis

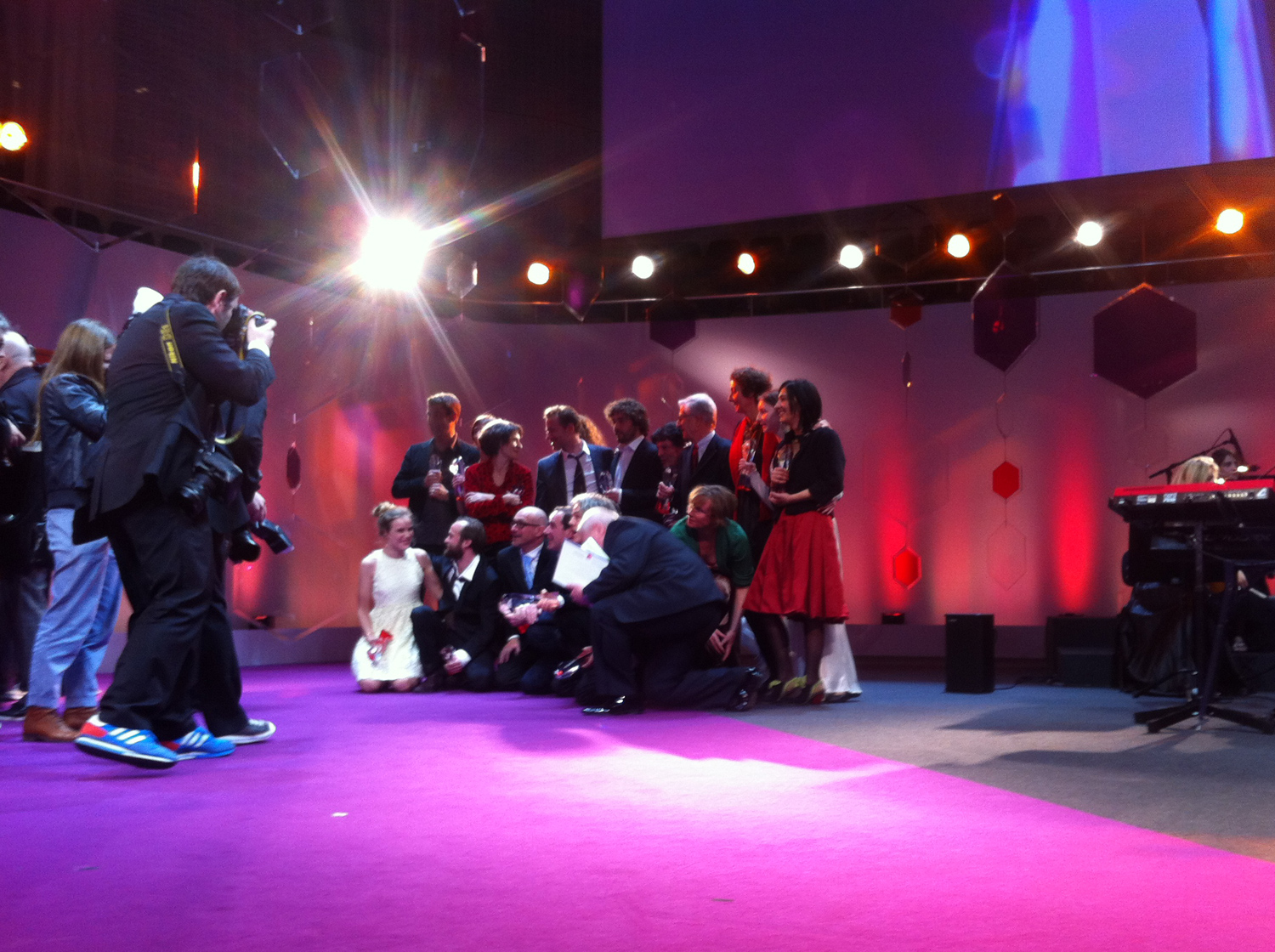
Gruppenfoto der Gewinner des Quartz 2012

Der Schweizer Filmpreis (französisch Prix du cinéma suisse, italienisch Premio del cinema svizzero, rätoromanisch Premi dal film svizzer) wurde das erste Mal im Jahre 1998 anlässlich der Solothurner Filmtage verliehen. 

## Geschichte, Organisation
Ab 1998 wurde er der Filmpreis im Januar während der Filmtage Solothurn vergeben. Insgesamt standen in der Vergangenheit 600'000 Schweizer Franken, in sechs Kategorien, an Preisgeldern zur Verfügung. Anfang März 2009 fand erstmals eine Fernsehgala im Schweizer Fernsehen unter Ausrichtung des Bundesamts für Kultur (BAK) und der 2008 neu gegründeten Schweizer Filmakademie statt. Als Preistrophäe fungiert der „Quartz“, eine Skulptur aus dem gleichklingenden Mineral, die 2008 den bis dahin überreichten „Viewfinder“ ablöste. Die Auszeichnung wird seither zu jeder Auflage von Designern umgestaltet. So zuletzt 2009 durch Alfredo Häberli.
Der Schweizer Filmpreis soll die Filmschaffenden aus der Schweiz für ihre herausragenden Filmen auszeichnen. Die Jury besteht aus verschiedenen Personen aus den Bereichen Kultur, Film und Medien. Die Jury wird jedes Jahr neu besetzt. Die Nominierungen werden durch eine neunköpfige Kommission, welche vom Eidgenössischen Departement des Inneren gewählt wird, festgelegt. Zugelassen sind Schweizer Filme, welche im laufenden Jahr auf verschiedenen wichtigen Filmfestivals (Inland sowie Ausland) gezeigt wurden.
Die Verleihung des Filmpreises wurde bis 2008 durch das Bundesamt für Kultur ausgerichtet, zusammen mit den Partner Swiss Films, SRG SSR idée suisse und den drei Schweizer Filmfestivals in Solothurn, Locarno und Nyon. Im März 2009 wurde der Schweizer Filmpreis erstmals während einer Fernsehgala im Kultur- und Kongresszentrum Luzern in zehn Kategorien vergeben. Hierfür wurde Ende Juli 2008 die Schweizer Filmakademie unter Leitung des Filmemachers Fredi M. Murer gegründet, die sich um die Organisation des Nominierungsverfahrens kümmern sollte. Nach Differenzen in juristischen und finanziellen Fragen mit dem Bundesamt für Kultur werden 2009 die Nominierungen durch die Schweizer Filmakademie getroffen und wie in den Vorjahren von einer neunköpfigen Kommission ausgesprochen. Für das Jahr 2010 stellte das BAK in Aussicht, den Filmpreis vollständig der Schweizer Filmakademie zu überlassen. Dies lehnte die Akademie jedoch ab, da diese dann selber dafür verantwortlich wäre, die notwendigen Ressourcen zu generieren. Für das Jahr 2009 war die Akademie bereit gewesen, nur 30 Prozent an Eigenmitteln für die Ausrichtung des Schweizer Filmpreises aufzubringen.
Ab 2013 übernahm das Bundesamt für Kultur die volle Verantwortung für die Organisation des Schweizer Filmpreises, in Zusammenarbeit mit der SRG SSR. Für die künftige Ausrichtung bewarb sich Bern sowie gemeinsam die Städte Genf und Zürich sowie Lausanne und Luzern. Am 30. März 2012 gaben die Bundesbehörden der Schweizerischen Eidgenossenschaft auf admin.ch bekannt, dass der Filmpreis in Genf und Zürich verliehen wird.
Die Verleihung der Schweizer Filmpreise 2019 fand am 22. März in Genf statt. Die Verleihung 2020 sollte ursprünglich am 27. März in Zürich stattfinden. Aufgrund der Coronavirus-Epidemie wurde die Verleihung abgesagt. Die Gewinner wurden am 23. März 2020 in einer Medienmitteilung bekanntgegeben. Die 24. Verleihung der Schweizer Filmpreise fand am 26. März 2021 statt. Die Verleihung 2022 fand am 25. März in Zürich statt.

## Kategorien
Der Filmpreis wird in folgenden Kategorien verliehen:
| Kategorie                 | verliehen seit  |
| ------------------------- | --------------- |
| Bester Spielfilm          | 1998            |
| Bester Dokumentarfilm     | 1998            |
| Bester Kurzfilm           | 1998            |
| Beste Darstellerin        | 2000–2003; 2008 |
| Bester Darsteller         | 2000–2003; 2008 |
| Beste Nebenrolle          | 2004–2007; 2011 |
| Bester Animationsfilm     | 2005            |
| Spezialpreis der Akademie | 2005–2013; 2016 |
| Bestes Drehbuch           | 2007            |
| Beste Filmmusik           | 2009            |
| Ehrenpreis                | 2011            |
| Beste Kamera              | 2012            |
| Beste Montage             | 2014            |
| Bester Abschlussfilm      | 2016            |
| Bester Ton                | 2021            |

Ehemalige Kategorien des Filmpreises
- Beste Hauptrolle (2004–2007)
- Bestes schauspielerisches Nachwuchstalent (2008–2010)